# 피에로 스라파
피에로 스라파(이탈리아어: Piero Sraffa, 1898년 8월 5일 ~ 1983년 9월 3일)는 이탈리아의 경제학자이다. 네오리카도 학파(Neo-Ricardian School)의 이론을 처음 세운 사람으로 알려져 있다.

## 약력
스라파는 1898년 이탈리아의 토리노에서, 상법 교수였던 안젤로 스라파(Angelo Sraffa)의 아들로 태어났다. 스라파는 출생지에서 대학까지 마쳤는데, 그의 스승 중에는 이탈리아의 주요 경제학자이자, 훗날 이탈리아의 대통령이 되는 루이지 에이나우디(Luigi Einaudi)도 있었다.
대학을 마친 후 스라파는 런던으로 건너가 1921년부터 2년간 런던 정치경제대학교 대학원(London School of Economics)을 다녔으며, 이후 다시 이탈리아로 되돌아가 밀라노에서 노동 관련 공무원이 된다. 또한 페루자 등지에서는 정치 경제학 교수로 활동한다.
고향인 토리노에서 스라파는 당시 이탈리아 공산당의 지도자이자, 토리노에서 노동조합 운동을 활발히 벌이고 있었던 안토니오 그람시(Antonio Gramsci)와 친분을 쌓았는데, 이 과정에서 스라파는 마르크스주의적인 관점을 많이 수용하게 된다. 또한 이탈리아 사회당의 필리포 투라티(Filippo Turati)와도 교류한다.
비용과 생산량 사이의 관계를 바탕으로 한 신고전파 가격 이론의 비판은 스라파가 부분 균형 분석을 포기하도록 한다. 1920년대 후반부터 그는 재현성, 잉여성, 생산의 순환성, 진입의 자유라는 고전적 개념을 차지하는 가격 이론을 연구하기 시작한다. 1960년에만 출판된 그의 저서 《상품에 의한 상품 생산》에서, 그는 상대적 가격과 소득분배의 분석에 초점을 맞추고 있으며, "생산량의 변화는 없고... 다른 생산수단이 사용되는 비율의 변화는 없다. 따라서 수익의 변동이나 항상성에 대한 의문이 생기지 않는다." 고전파 경제학에서와 마찬가지로, 스라파의 1960년 책에서도 상대적 가격은 반품과 생산량 사이의 기능적 연관성에 근거하지 않고 생산조건에 따라 결정된다.
스라파의 《상품에 의한 상품 생산》은 데이비드 리카도 등이 원래 개발했던 고전경제학의 가치 이론을 완성하기 위해 제안되었다. 주류 신고전주의 가치 이론의 결함을 입증하고 대안적 분석을 전개하는 것을 목표로 삼았다.

## 저서 및 논문
- 《경쟁적 조건하의 수확 법칙》: 이 논문은 스라파가 1926년에 발표한 것으로, 그의 유일한 저서이자 경제학계에 큰 파란을 몰고온 《상품에 의한 상품생산: 경제학 이론 비판의 서곡》(Production of Commodities by Means of Commodities: Prelude to a Critique of Economic Theory)에 등장하는 주장의 핵심이 압축적으로 담겨 있다. 이 논문은 1925년에 앨프리드 마셜의 완전경쟁 가설, 규모의 수익에 대한 의문점에서 씌었다. 이 논문에서 스라파는 마셜에서 시작되는 고전학파 경제학의 기본 가정 및 명제들을 비판하는데, 이는 훗날 완성되는 그의 저서에서 보다 구체화되었다.
- 《데이비드 리카도 전집》
- 《상품에 의한 상품생산》